# Tratado del Wisconsin

El Tratado del Wisconsin fue un tratado firmado a bordo del acorazado estadounidense USS Wisconsin, en la Bahía de Panamá (en ese entonces perteneciente a Colombia), con el cual junto al Tratado de Neerlandia y al Tratado de Chinácota, se daba por finalizada la Guerra de los Mil días entre los rebeldes liberales y el gobierno conservador. 

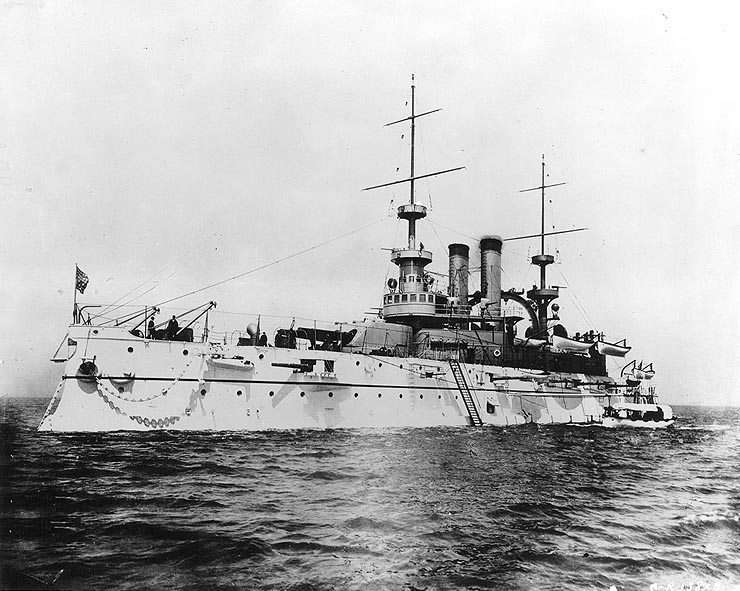
Acorazado Uss Wisconsin, donde se firmó el tratado.

## Tratado
El tratado de paz definitivo se firmó el 21 de noviembre de 1902 a bordo del acorazado estadounidense USS Wisconsin atracado en la bahía de Panamá. El tratado fue firmado por el general Lucas Caballero Barrera, en calidad de jefe del Estado Mayor del Ejército Unido del Cauca y Panamá, junto con el coronel Eusebio A. Morales, secretario de Hacienda de la dirección de guerra del Cauca y Panamá, en representación del general Benjamín Herrera y del partido liberal; y por el general Víctor Manuel Salazar, gobernador del istmo, y el general Alfredo Vázquez Cobo, jefe de Estado Mayor del ejército conservador en la Costa Atlántica, el Pacífico y Panamá, en representación del gobierno.

## Consecuencias
El Decreto 1718 del 24 de noviembre de 1902 declaró indultados a todos los individuos que participaron en la guerra, se dispuso la cesación de las hostilidades y el 1 de junio de 1903 fue levantado el estado de sitio.
Al resto del país la noticia del fin de la guerra llegó tarde. Dada la lejanía del istmo de Panamá respecto al resto de Colombia, y a que las escasas líneas del telégrafo estaban interrumpidas en varios de sus tramos, las comunicaciones quedaron en manos de estafetas y comerciantes trashumantes.
Continuaron acaeciendo hechos violentos en el país, como la ejecución de Victoriano Lorenzo por orden del general Pedro Sicard Briceño en 1903, hecho considerado uno de los detonantes de la posterior separación del istmo.
El primero de junio de 1903, el gobierno declara el cese absoluto de hostilidades en el país, proclamando que el orden público había sido restablecido.